# Объединение линий 3bis и 7bis (Парижское метро)
Линия 19 (фр. Ligne 19 du métro de Paris; также — Объединение линий 3bis и 7bis, фр. Fusion des lignes 3 bis et 7 bis du métro de Paris) — проектируемая девятнадцатая линия Парижского метрополитена. Её планируется образовать путём слияний действующих линий 3bis и 7bis.

## История
Участок 3 линии, позже выделенный в отдельную линию 3bis, был открыт в 1921 году.
Участок 7 линии, также ставший отдельной линией 7bis, был открыт в 1911 году.
В 1967 году была запущена линия 7bis, а в 1971 году — 3bis.
В 2013 году было объявлено, что линии будут соединены в единую линию 19. Это должно произойти после 2030 года.

## Галерея

Проект путевого развития планируемого соединения линий
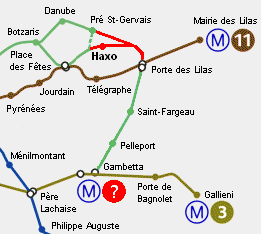
Схема соединения линий. Красным показаны участки, которые нужно построить либо достроить
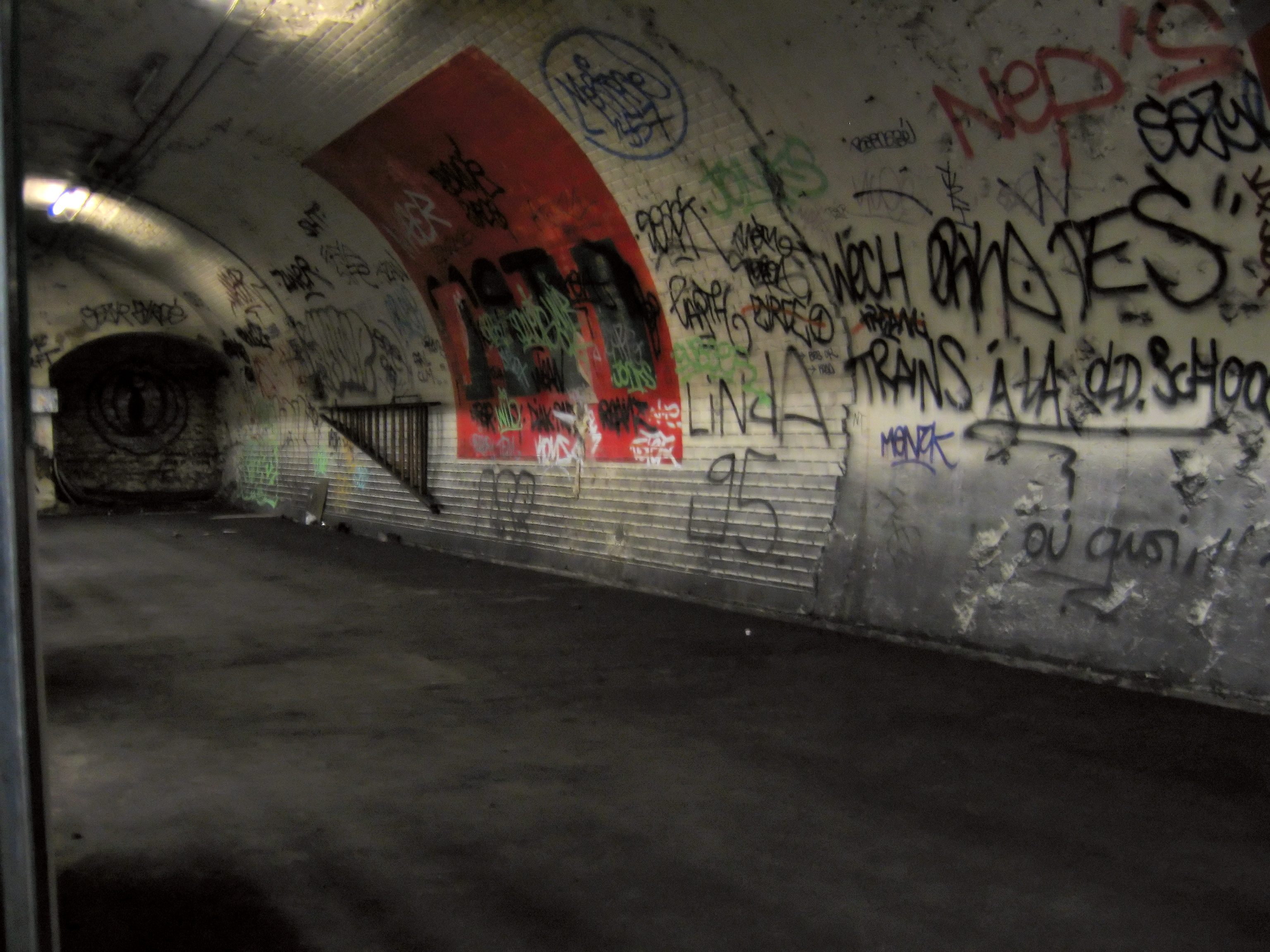
Станция-призрак «Аксо», которая не была достроена. Её планируют открыть при соединении линий 3bis и 7bis